# کیوکیا (شهرستان ماویی، هاوایی)
کیوکیا، شهرستان ماویی (به انگلیسی: Keokea) یک منطقهٔ مسکونی در ایالات متحده آمریکا است که در شهرستان ماویی، هاوایی واقع شده‌است. کیوکیا، شهرستان ماویی ۸۷۱٫۷۴ متر بالاتر از سطح دریا واقع شده‌است.